# Hrobice (Pardubice)
Hrobice è un comune della Repubblica Ceca facente parte del distretto di Pardubice, nella regione omonima.